# أندرياس مايير
أندرياس مايير (بالإنجليزية: Andreas Maier)‏ (11 فبراير 1972 في الولايات المتحدة - ) هو لاعب كرة قدم أمريكي في مركز الدفاع. لعب مع ميامي فيوشن وفيرجينيا بيتش مارينرز وJacksonville Cyclones ‏ وNashville Metros ‏ وCentral Jersey Riptide ‏ وأتلانتا سيلفرباكس.

## روابط خارجية
- أندرياس مايير على موقع الدوري الأمريكي (الإنجليزية)
- أندرياس مايير على موقع قاعدة بيانات كرة القدم.إي يو (الإنجليزية)
- أندرياس مايير على موقع قاعدة بيانات كرة القدم.إي يو (الإنجليزية)